# تقليل مخاطر الكوارث بناء على استدامة النظام البيئي
تقليل مخاطر الكوارث بناءً على استدامة النظام البيئي
يتمثل الغرض من الحد من مخاطر الكوارث بالاعتماد على النظم البيئية بهدف منع الكوارث وتقليلها و يهدف ذلك إلى الاستفادة من توفر الخدمات البيئية والاستقرار الذي توفره النظم البيئية لتقليل التأثير السلبي للكوارث
من خلال الحفاظ على النظم الإيكولوجية وخدماتها، وذلك لاستخدامها كمناطق عازلة ومخازن مؤقتة. هذا يعني الحفاظ على التنوع البيولوجي والتربة الصحية والمناطق الرطبة والغابات والأنهار وغيرها من النظم الإيكولوجية التي تعمل كحواجز طبيعية لتخفيف تأثير الكوارث مثل الفيضانات والانهيارات الأرضية.
باستخدام هذه النظم البيئية كمناطق عازلة ومخازن مؤقتة، يمكن للمجتمعات تقليل الخسائر البشرية والاقتصادية المرتبطة بالكوارث، وتحسين قدرتها على التكيف مع التحديات المستقبلية المتعلقة بالتغير المناخي والكوارث الطبيعية الأخرى.
الظواهر الطبيعية الخطرة، مثل الفيضانات والجفاف والعواصف القوية، قد تؤدي إلى تعريض البشر والمجتمعات المحلية لمخاطر جسيمة، بما في ذلك نقص في إمدادات الغذاء والمياه وزيادة في الخسائر البشرية والاقتصادية.
لمواجهة هذه التحديات، يلجأ البشر إلى استخدام التكنولوجيا والممارسات المستدامة لتحسين إمدادات الغذاء والمياه،وهنا يأتي دور الحد من مخاطر الكوارث البيئي بارتباط وثيق بالتكيف القائم على النظام البيئي فمن خلال إدارة النظم الإيكولوجية وخدماتها، يمكن للمجتمعات تقليل تعرضها لتأثيرات الظواهر الطبيعية الخطرة وتغير المناخ.
تشير الأدلة إلى أن العديد من النظم البيئية يمكن أن تستفيد من الاستراتيجيات المستدامة ومتعددة العوامل للحد من مخاطر الكوارث البيئية. ومع ذلك، اتجهت أبحاث الحد من مخاطر الكوارث إلى التركيز على المناطق الحضرية في شمال الكرة الأرضية. هناك حاجة إلى مزيد من البحوث في المناطق الساحلية والأراضي الجافة ومستجمعات المياه والجنوب العالمي.

## أنظر أيضا
- تكيف مع تغير المناخ
- الحد من مخاطر الكوارث
- التخفيف من آثار تغير المناخ
- كارثة طبيعية
- إدارة الطوارئ
- الحلول المعتمدة على الطبيعة
- إدارة المخاطر

## مزيد من القراءة
- "What is Eco-DRR?". JICA's Eco-DRR Cooperation in Developing Countries (PDF). Japan International Cooperation Agency. ص. 6. مؤرشف من الأصل (PDF) في 2023-12-03. اطلع عليه بتاريخ 2021-03-01.
- Furuta، Naoya؛ Seino، Satoquo (28 سبتمبر 2016). "Progress and Gaps in Eco-DRR Policy and Implementation After the Great East Japan Earthquake". Ecosystem-Based Disaster Risk Reduction and Adaptation in Practice. Springer International Publishing. ص. 295–313. ISBN:978-3-319-43631-9. اطلع عليه بتاريخ 2021-03-01.